# A magyar labdarúgó-válogatott mérkőzései 1932-ben
A magyar labdarúgó-válogatottnak 1932-ben kilenc mérkőzése volt. Nem túl sikeres év volt: három győzelem, két döntetlen, négy vereség. Ráadásul az áprilisi Ausztria elleni meccs 8–2-es eredménye fájó is.
Szövetségi kapitányok:
- Máriássy Lajos dr. 156–163.
- Nádas Ödön 164.

## Eredmények
| 156. mérkőzés 1932. február 19. | Egyiptom  | 0 – 0 | Magyarország | Kairó Nézőszám: 6 500 Játékvezető: Rinaldo Barlassina (ITA) |
| 156. mérkőzés 1932. február 19. | Részletek |       |              | Kairó Nézőszám: 6 500 Játékvezető: Rinaldo Barlassina (ITA) |

| 157. mérkőzés 1932. március 20. | Csehszlovákia | 1 – 3             | Magyarország                   | Sparta-pálya, Prága Nézőszám: 27 000 Játékvezető: Sophus Hansen (DEN) |
| 157. mérkőzés 1932. március 20. | Silny 51'     | (0 – 0) Részletek | Turay 64' Závodi 65' Toldi 66' | Sparta-pálya, Prága Nézőszám: 27 000 Játékvezető: Sophus Hansen (DEN) |

| 158. mérkőzés 1932. április 24. | Ausztria                                                 | 8 – 2             | Magyarország | Hohe Warte Stadion, Bécs Nézőszám: 62 000 Játékvezető: Alfred Birlem (GER) |
| 158. mérkőzés 1932. április 24. | Sindelar 3' 13' 31' Schall 34' 50' 64' 73' Gschweidl 52' | (4 – 2) Részletek | Cseh 44' 56' | Hohe Warte Stadion, Bécs Nézőszám: 62 000 Játékvezető: Alfred Birlem (GER) |

| 159. mérkőzés 1932. május 8. Európa-kupa | Magyarország         | 1 – 1             | Olaszország   | MTK-pálya, Budapest Nézőszám: 40 000 Játékvezető: Sophus Hansen (DEN) |
| 159. mérkőzés 1932. május 8. Európa-kupa | Toldi 45' (11-esből) | (1 – 1) Részletek | Costantino 4' | MTK-pálya, Budapest Nézőszám: 40 000 Játékvezető: Sophus Hansen (DEN) |

| 160. mérkőzés 1932. június 19. Európa-kupa | Svájc                                       | 3 – 1             | Magyarország       | Bern Nézőszám: 20 000 Játékvezető: Stanley Rous (ENG) |
| 160. mérkőzés 1932. június 19. Európa-kupa | von Kanel 47' Passello 64' Abegglen III 81' | (0 – 0) Részletek | Weiler 79' (öngól) | Bern Nézőszám: 20 000 Játékvezető: Stanley Rous (ENG) |

| 161. mérkőzés 1932. szeptember 18. Európa-kupa | Magyarország         | 2 – 1             | Csehszlovákia | FTC-pálya, Budapest Nézőszám: 25 000 Játékvezető: Otto Ohlsson (SWE) |
| 161. mérkőzés 1932. szeptember 18. Európa-kupa | Toldi 78' Titkos 81' | (0 – 0) Részletek | Puc 73'       | FTC-pálya, Budapest Nézőszám: 25 000 Játékvezető: Otto Ohlsson (SWE) |

| 162. mérkőzés 1932. október 2. | Magyarország        | 2 – 3             | Ausztria                                     | FTC-pálya, Budapest Nézőszám: 28 000 Játékvezető: Rinaldo Barlassina (ITA) |
| 162. mérkőzés 1932. október 2. | Kalmár 31' Déri 47' | (1 – 1) Részletek | Borsányi 40' (öngól) H. Müller 53' Braun 72' | FTC-pálya, Budapest Nézőszám: 28 000 Játékvezető: Rinaldo Barlassina (ITA) |

| 163. mérkőzés 1932. október 30. | Magyarország       | 2 – 1             | Németország | MTK-pálya, Budapest Nézőszám: 15 000 Játékvezető: Albino Carraro (ITA) |
| 163. mérkőzés 1932. október 30. | Déri 11' Turay 80' | (1 – 1) Részletek | Malik 78'   | MTK-pálya, Budapest Nézőszám: 15 000 Játékvezető: Albino Carraro (ITA) |

| 164. mérkőzés 1932. november 27. | Olaszország                         | 4 – 2             | Magyarország                     | San Siro Stadion, Milánó Nézőszám: 32 000 Játékvezető: William Bangerter (SUI) |
| 164. mérkőzés 1932. november 27. | Orsi 26' 35' Meazza 52' Ferrari 79' | (2 – 1) Részletek | Bihámy 40' (11-esből) Markos 85' | San Siro Stadion, Milánó Nézőszám: 32 000 Játékvezető: William Bangerter (SUI) |

## Lásd még
- A magyar labdarúgó-válogatott mérkőzései (1930–1949)
- A magyar labdarúgó-válogatott mérkőzései országonként